# Большое Памятное
Большое Памятное (фин. Salmijärvi ) — озеро на территории Каменногорского городского поселения Выборгского района Ленинградской области.

## Общие сведения
Площадь озера — 0,6 км². Располагается на высоте 68,8 метров над уровнем моря.
Форма озера лопастная, продолговатая: вытянуто с запада на восток. Берега каменисто-песчаные, местами скалистые.
Из восточной оконечности озера вытекает безымянный водоток, впадающий в реку Дымовку, которая, в свою очередь, втекает в реку Вуоксу.
С запада от озера проходит просёлочная дорога.
Название озера переводится с финского языка как «озеро-пролив».
Код объекта в государственном водном реестре — 01040300211102000012462.